# Equipment Identity Register
Das Equipment Identity Register (EIR) ist ein optionaler Bestandteil des digitalen GSM-Mobilfunknetzes. Es ist für die Verwaltung von Teilnehmer- und Gerätenummern zuständig.
Das EIR wird dazu genutzt, um zu überprüfen, ob es sich bei dem genutzten Mobilfunkgerät um ein gesperrtes, oder gestohlenes Handy handelt. Dazu wird beim Einbuchen des Mobilfunkgerätes die International Mobile Equipment Identity (IMEI) des Geräts übermittelt und diese geprüft.
Das EIR verfügt über eine weiße, eine graue und eine schwarze Liste der IMEIs. Die IMEIs auf der weißen Liste sind in Ordnung, diejenigen auf der grauen Liste werden geprüft und IMEIs gestohlener Handys werden auf der schwarzen Liste geführt (zugehörigen Handys bleibt der Zugang zum Netz verwehrt).
In der Praxis erweist sich das EIR für den Diebstahlschutz oft als ungeeignet, da:
- sich die IMEI eines Handys mit entsprechender Software neu programmieren lässt,
- viele Netzbetreiber auf eine wirksame Umsetzung des EIR verzichten oder
- die Listen nicht mit anderen Netzbetreibern abgeglichen werden.

In Deutschland unterstützt derweil nur Vodafone das Sperren von IMEIs von Endgeräten, die bei Vodafone erworben wurden. Der Anbieter E-Plus bot dieses Verfahren auch an, stellte es jedoch aufgrund schlechter Erfahrungen ein. Die Deutsche Telekom bietet keine Möglichkeit zur Sperre von IMEIs an (Stand März 2013).
In England unterstützen alle Netzbetreiber diese Möglichkeit.